# 昭和町 (台北市)
昭和町（しょうわちょう）は、日本統治時代の台北市の南部にある地名である。現在の大安区の青田街及び永康街、温州街、和平東路の一部にあたる。
日本統治時代の昭和初期までは、台北近郊の農村地帯であったが、1928年（昭和3年）台北帝国大学の設立以来、住宅の建設に伴う市街地が形成された。今でも日本家屋が点在し、昔の面影が残っている。

## 町内の施設
- 昭和町郵便局（現・青田郵局）
- 昭和町教会（現・和平教会）
- 昭和町市場（現・昭和町文物市集）
- 昭和町大学住宅（中国語版）（私費を投じて建てたもので官舎ではない。敗戦後、中華民国に接収された。）